# Stenopsyche splendida
Stenopsyche splendida är en nattsländeart som beskrevs av Martynov 1935. Stenopsyche splendida ingår i släktet Stenopsyche och familjen Stenopsychidae. Inga underarter finns listade i Catalogue of Life.